# Rob Houwer
Robert Piet  Houwer, dit Rob Houwer, né  le 13 décembre 1937 à Hoogeveen et mort le 4 juillet 2025 à Amsterdam, est un  producteur, scénariste et réalisateur néerlandais.

## Biographie
Il a étudié à l'Université de télévision et de cinéma de Munich, en Allemagne. En 1964, il a réalisé le court métrage Anmeldung (Déclaration), qui a reçu un Ours d'argent au Festival du film de Berlin. Au cours des années 1960, Rob Houwer est devenu l'un des producteurs les plus prolifiques d'Allemagne, avec les réalisateurs Volker Schlöndorff (A Degree of Murder, Man on Horseback), Peter Fleischmann ( 
Scènes de chasse en Bavière), Johannes Schaaf (Tattoo), Michael Verhoeven (Up the Establishment, ok) et Hans-Jürgen Syberberg (Romy : Anatomy of a Face). Rob Houwer a reçu le Veau d'or du meilleur film en 1993, pour Le film "De kleine blonde dood". En 1999, il a reçu un deuxième Veau d'or, cette fois pour "Turkish Délices", en tant que « Film du siècle ». Sa Majesté la Reine l'a nommé Officier de l'Ordre d'Orange-Nassau, une distinction royale néerlandaise prestigieuse. Le 4 novembre 2022, Rob Houwer a officiellement reçu le drapeau de l'UNESCO, marquant ainsi l'inscription du film Le Soldat d'Orange au patrimoine culturel du programme néerlandais Mémoire du monde de l'UNESCO. Rob Houwer est décédé le 4 juillet 2025, à Amsterdam, à l'âge de 87 ans.

## Filmographie

### Producteur et scénariste
- 1960 : Brutality in Stone d'Alexander Kluge et Peter Schamoni
- 1967 : Romy, anatomie d'un visage de Hans-Jürgen Syberberg
- 1967 : Tatouage de Johannes Schaaf
- 1967 : Vivre à tout prix de Volker Schlöndorff
- 1968 : Mijnheer hat lauter Töchter de Volker Vogeler
- 1968 : Zuckerbrot und Peitsche de Marran Gosov
- 1968 : The Sex Adventures of a Single Man de Marran Gosov
- 1968 : Angel Baby de Marran Gosov
- 1968 : Little Vampire de Roland Klick
- 1968 : Professor Columbus de Rainer Erler (de)
- 1969 : Köpfchen in das Wasser, Schwänzchen in die Höh' de Helmut Förnbacher
- 1969 : Ms. Stiletto de Bruno Corbucci
- 1969 : Up the Establishment de Michael Verhoeven
- 1969 : Michaël Kohlhaas, le rebelle de Volker Schlöndorff
- 1969 : Scènes de chasse en Bavière de Peter Fleischmann
- 1970 : Student of the Bedroom de Michael Verhoeven
- 1970 : O.K.  de Michael Verhoeven
- 1971 : Business is Business de Paul Verhoeven
- 1973 : Turkish Délices de  Paul Verhoeven
- 1975 : Katie Tippel de Paul Verhoeven
- 1977 : Soldier of Orange de Paul Verhoeven
- 1979 : Grijpstra & De Gier de Wim Verstappen
- 1981 : Hoge hakken, echte liefde de Dimitri Frenkel Frank
- 1983 : Brandende liefde d'Ate de Jong
- 1983 : Olivier et le Dragon vert de Harrie Geelen, Bjørn Frank Jensen et Bert Kroon
- 1983 : Le Quatrième Homme de Paul Verhoeven
- 1985 : Het Bittere Kruid de Kees Van Oostrum
- 1987 : Count Your Blessings de Pieter Verhoeff
- 1990 : De Gulle Minnaar de Mady Saks
- 1993 : The Little Blonde Death de Jean Van de Velde
- 1996 : De Zeemeerman de Frank Herrebout
- 2000 : Majestat brauchen Sonne de Peter Schamoni
- 2006 : Het Woeden der Gehele Wereld de Guido Pieters
- 2012 : Als je verliefd wordt de Hans Scheepmaker

### Réalisateur
- 1964 : Hütet eure Töchter! : co-réalisé avec Eberhard Hauff, Franz-Josef Spieker, Karl Schedereit et Walter Krüttner
- 1964 : Aanmelding
- 1971 : Paragraph 218 – Wir haben abgetrieben, Herr Staatsanwalt : co-réalisé avec Eberhard Schröder